# ビーチクラフト
ビーチクラフト（Beechcraft）はアメリカの飛行機メーカー。軽飛行機メーカーとしてはセスナ、パイパー・エアクラフトと並ぶビッグスリーの一つ。
1932年設立。1980年からレイセオン社の子会社となり、2006年からホーカー・ビーチクラフト社のブランドとなっていたが、現在はセスナ、ホーカーと共にテキストロン傘下となっている。

## 概要
1932年にカンザス州ウィチタで「ビーチ・エアクラフト・カンパニー」（Beech Aircraft Company）として設立される。創業者はウォルター・ビーチ夫妻で、設計主任者はテッド・ウェルズ。同年11月に最初の機体である「スタッガーウィング」（Model 17 Staggerwing）の初飛行に成功。第二次世界大戦中には軍用機も生産した。
戦後の1947年より主力商品となる軽飛行機「ボナンザ」（Bonanza）を販売。1964年にはビジネス用途の双発ターボプロップ機「キングエア」（King Air）を市場に投入した。
1980年からは軍需企業レイセオン傘下となり子会社として事業を継続。1993年にレイセオンがブリティッシュ・エアロスペースの一部事業を買収したことに伴い、1994年に「ビーチ・エアクラフト・コーポレーション」は「レイセオン・エアクラフト・カンパニー」の事業部に組み込まれた。さらに2006年にはゴールドマン・サックスとオネックスが共同で事業を買収し、ホーカー・ビーチクラフトに社名を改め、ビーチクラフトは同社の一ブランドとなった。
2012年3月にホーカー・ビーチクラフトが連邦倒産法第11章の適用を受けた後、2013年2月より再びビーチクラフトの社名で経営再建を目指していた。
後にテキストロンの航空機部門テキストロン・アビエーションの傘下となり、ビーチクラフトのブランド名で継続している。

## 主な機種

### 旅客機
- D.17S スタッガーウィング
- モデル 18

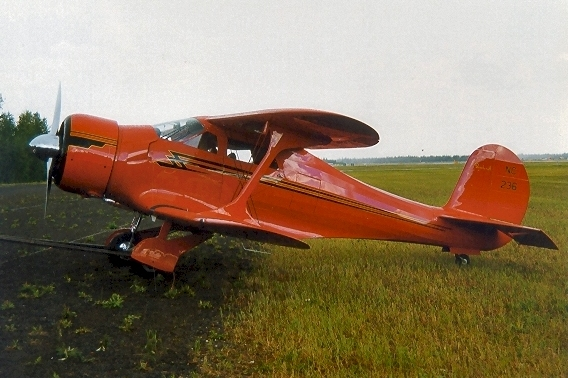
モデル 17 スタッガーウィング

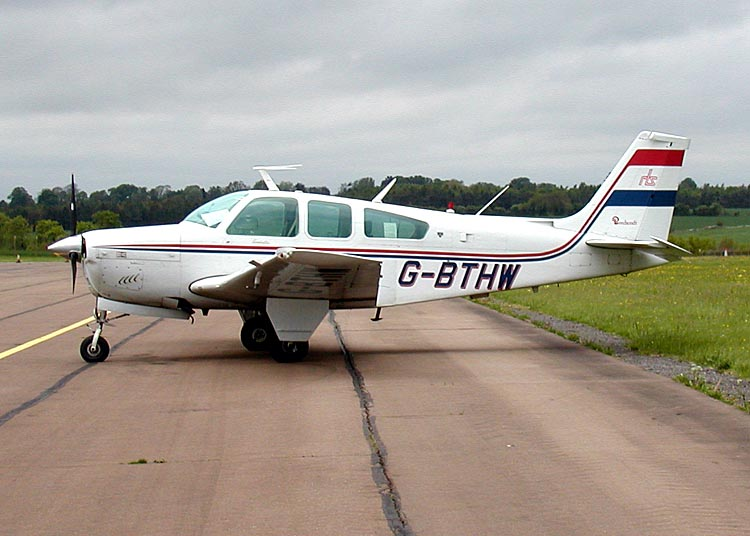
ボナンザF33C

- モデル 19 / 23 / 24 マスケティア / サンダウナー / スポーツ / シエラ
- モデル 33 / 35 / 36 ボナンザ
- モデル 34 ツイン・クワッド
- モデル 50 ツイン・ボナンザ
- モデル 55 / 56 / 58 バロン
- モデル 60 デューク
- モデル 65 クイーンエア
- モデル 76 ダッチェス
- モデル 77 スキッパー
- モデル 90 / 100 / 200 / 300 キングエア
- モデル 95 トラベルエア
- モデル 99 エアライナー
- モデル 400 ビーチジェット
  - 三菱重工業のMU-300が原型
- モデル 1900 ビーチライナー
- モデル 2000 スターシップ

### 軍用機

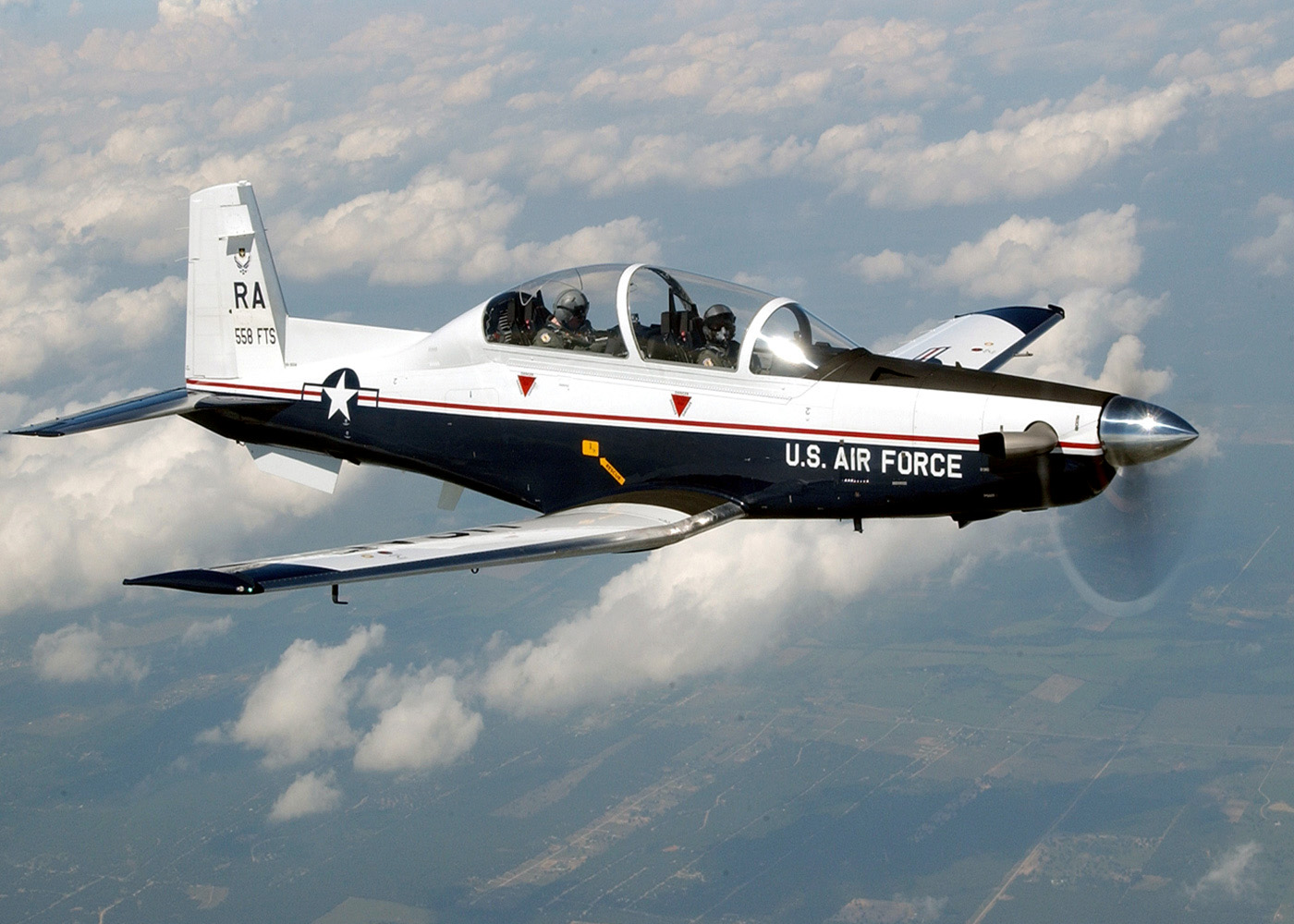
USAF T-6A テキサン II

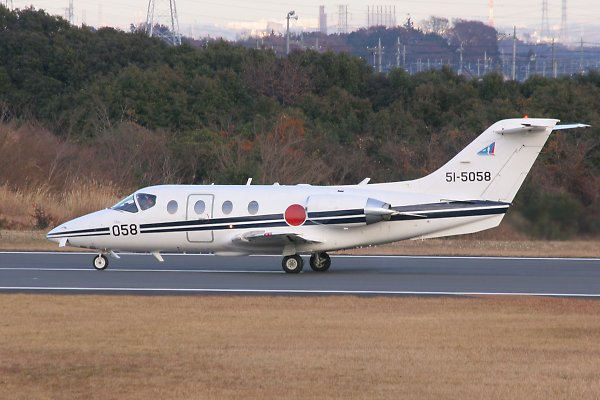
航空自衛隊のT-400(モデル 400)

- XA-38 グリズリー
- AT-7 ナビゲーター
- AT-10 ウィチタ
- AT-11 カンザン
- VC-6
- C-12 ヒューロン
- UC-43 トラベラー
- C-45 エクスペディター
- CT-134 マスケティア
- CT-145 スーパーキングエア
- RC-12 ガードレール
- T-1 ジェイホーク
- T-6 テキサンII
- T-34 メンター
- QU-22 ペイブイーグル
- T-42 コーチーズ
- U-8/U-8F セミノール
- U-21 ユート

### 無人航空機
- AQM-37 ジェイホーク（英語版）
- MQM-61 カーディナル（英語版）
- MQM-107 ストリーカー

## 資料
Pattillo, Donald M. (1998). A History in the Making: 80 Turbulent Years in the American General Aviation Industry. New York: McGraw-Hill. ISBN 0-07-049448-7